# Tipula lioterga
Tipula lioterga är en tvåvingeart som beskrevs av Alexander 1961. Tipula lioterga ingår i släktet Tipula och familjen storharkrankar. Inga underarter finns listade i Catalogue of Life.